# Ergyng
~450–~600
Entités précédentes :
- Bretagne romaine (Britannia Prima)

Entités suivantes :
- Royaume de Gwent

Ergyng est un ancien petit royaume gallois  situé sur la frontière du pays de Galles et de l'Angleterre dans la région d'Hereford. Il constituait le nord du Gwent.

## Localisation
Le royaume était principalement situé dans l'actuel ouest du Herefordshire, désormais en Angleterre ; son centre se trouvait entre la rivière Monnow et la Wye. Toutefois, il s'étendait aussi dans l'est de l'actuel Monmouthshire, à l'est de Wye, où se trouvait la vieille cité romaine d'Ariconium (en) (gallois: Ergyng) à  Weston under Penyard, dont le nom en dérive, et qui dû être sa première capitale. Des cartes représentent Ergyng s'étendant au delà de ce qui est la Forest of Dean jusqu'à la Severn.

## Histoire
Le royaume d'Egyng  est créé comme celui de Gwent par le roi  Erb ap Erbin vers 450. À la mort de ce dernier, l'Ergyng revient à son fils Pebiau tandis que le Gwent  passe au frère de ce dernier, Nynniaw. Le royaume est contrôlé par les descendants de Pebiau pendant les cinq générations suivantes. Le dernier roi d'Ergyng est un nommé Gwrfoddw (vers 610). Après lui, son royaume est absorbé par celui de Gwent et par le royaume anglo-saxon des Magonsæte de Mercie.

## Liste des rois
Selon la chronologie traditionnelle ses souverains sont les suivants :
- fin du Ve siècle : Pebiau Claforawg, fils de Erb ap Erbin de Gwent
- vers 500 : Cynfyn ap Pebiau,
- début du VIe siècle : Gwrgan Mawr ap Cynfyn,
- vers 550 : Caradoc Freichfras, fils putatif de Gwrgan , personnage légendaire ?
- vers 570 : Cawrdal fils putatif du précédent ?
- vers 580-590 : Arthrwys ap Meurig Ier roi de Gwent fils d'Onbrawst la fille de Gwrgan,
- vers 590 : Medrawd fils de Cawrdaf ? ;
- milieu du VIe siècle ? : Gwrfoddw.

## Sources
- (en) Mike Ashley, The Mammoth Book of British Kings & Queens, Robinson, Londres, 1998,  (ISBN 1841190969), « Ergyng or Northern Gwent », p. 162-164, table généalogique n° 3, p. 122.